# Домеро
Домеро (фр. Domeyrot) насеље је и општина у централној Француској у региону Лимузен, у департману Крез која припада префектури Гере.
По подацима из 2011. године у општини је живело 223 становника, а густина насељености је износила 9,07 становника/km². Општина се простире на површини од 24,59 km². Налази се на средњој надморској висини од 487 метара (максималној 520 m, а минималној 333 m).

## Демографија
| 1962. | 1968. | 1975. | 1982. | 1990. | 1999. | 2011. |
| ----- | ----- | ----- | ----- | ----- | ----- | ----- |
| 423   | 455   | 365   | 292   | 246   | 215   | 223   |

График промене броја становника у току последњих година